# Interessenverband Regionaler Personenverkehr Südthüringen
Der Interessenverband Regionaler Personenverkehr Südthüringen e.V. (IVRPV) war ein Zusammenschluss von Bahn- und Busunternehmen der Region Südthüringen.
Der Verein führte die kooperativen Aufgaben für den ÖPNV in Südthüringen nach der Auflösung des Verkehrskombinats Suhl und der Bildung von kommunalen oder privaten Busunternehmen nach 1989 fort.
Im Jahr 1995 wurde eine Studie zur Verbundgründung erstellt, welche jedoch von den Landkreisen nicht umgesetzt wurde.
In den Folgejahren wurden die Fahrplanabstimmung und Herausgabe von Fahrplänen voran getrieben und eine moderne technische Basis dafür geschaffen. Diese ist heute ein Teil der Thüringer Datendrehscheibe, der thüringenweiten Fahrplanauskunft für den ÖPNV.
Der Verein hatte zuletzt eine ehrenamtliche Geschäftsführung und einen Mitarbeiter. Er ging 2013 zusammen mit der 2003 gegründeten Marketingkooperation Bus Thüringen e.V. (MBT) in den Bus & Bahn Thüringen e.V. (BBT) auf.